# Sowjetischer Eishockeypokal 1968
Die Saison 1968 war die zehnte Austragung des sowjetischen Eishockeypokals. Pokalsieger wurde zum siebten Mal ZSKA Moskau. Bester Torschütze des Turniers war Walentin Kosin von Lokomotive Moskau mit sieben Toren.

## Teilnehmer
| Teams der I gruppa: | Teams der II gruppa: | Teams der III gruppa: |
| --- | --- | --- |
| - Torpedo Gorki - Dynamo Kiew - SKA Leningrad - Dynamo Moskau - Krylja Sowetow Moskau - Lokomotive Moskau - Spartak Moskau - ZSKA Moskau - Metallurg Nowokusnezk - Sibir Nowosibirsk - Awtomobilist Swerdlowsk - Chimik Woskressensk | - Kristall Elektrostal - SK Uritskogo Kasan - Dynamo Leningrad - Torpedo Minsk - SKA Nowosibirsk - Diselist Pensa - Molot Perm - Dinamo Riga - Energija Saratow - Traktor Tscheljabinsk - Salawat Julajew Ufa - Torpedo Ust-Kamenogorsk | - Awtomobilist Alma-Ata - Jermak Angarsk - Motor Barnaul - Progress Glasow - Torpedo Jaroslawl - SKA MWO Kalinin - Olimpija Kirowo-Tschepezk - SKA Kuibyschew - Kautschuk Omsk - Schachtjor Prokopjewsk - Metallurg Serow - Taganai Slatoust - Sputnik Nischni Tagil - Woschod Tscheljabinsk - Swesda Tscherbakul - Metallurg Tscherepowez |

## Ergebnisse

### Erste Runde
| Awtomobilist Swerdlowsk | 8:4           | Taganai Slatoust          |
| Progress Glasow         | 7:4           | Olimpija Kirowo-Tschepezk |
| Awtomobilist Alma-Ata   | 9:5           | Metallurg Serow           |
| Dynamo Kiew             | 3:2 n. V.     | Schachtjor Prokopjewsk    |
| Krylja Sowetow Moskau   | 5:2           | Traktor Tscheljabinsk     |
| Motor Barnaul           | 4:4 n. V./1:5 | SKA MWO Kalinin           |
| Diselist Pensa          | 3:2           | Metallurg Tscherepowez    |
| Torpedo Gorki           | 3:2           | Salawat Julajew Ufa       |

### Sechzehntelfinale
| Sputnik Nischni Tagil   | 1:9       | Spartak Moskau          |
| Swesda Tscherbakul      | unbekannt | Dynamo Leningrad        |
| Kautschuk Omsk          | 2:5       | Lokomotive Moskau       |
| Kristall Elektrostal    | 2:5       | Sibir Nowosibirsk       |
| Woschod Tscheljabinsk   | (W)       | Torpedo Ust-Kamenogorsk |
| Jermak Angarsk          | 0:7       | SKA Leningrad           |
| Awtomobilist Swerdlowsk | 5:4       | Progress Glasow         |
| Awtomobilist Alma-Ata   | 2:5       | Dynamo Kiew             |
| Krylja Sowetow Moskau   | 6:4       | SKA MWO Kalinin         |
| Diselist Pensa          | 1:7       | Torpedo Gorki           |
| Dynamo Moskau           | 6:0       | Torpedo Minsk           |
| Metallurg Nowokusnezk   | (W)       | Molot Perm              |
| SKA Kuibyschew          | 6:3       | Dinamo Riga             |
| Chimik Woskressensk     | 7:5       | Energija Saratow        |
| Torpedo Jaroslawl       | 3:4       | SK Uritskogo Kasan      |
| SKA Nowosibirsk         | 5:9       | ZSKA Moskau             |

### Achtelfinale
| Spartak Moskau      | 8:2       | Swesda Tscherbakul      |
| Lokomotive Moskau   | 4:3       | Sibir Nowosibirsk       |
| SKA Leningrad       | 12:2      | Woschod Tscheljabinsk   |
| Dynamo Kiew         | 3:2 n. V. | Awtomobilist Swerdlowsk |
| Torpedo Gorki       | 3:2       | Krylja Sowetow Moskau   |
| Dynamo Moskau       | 8:1       | Metallurg Nowokusnezk   |
| Chimik Woskressensk | 10:4      | SKA Kuibyschew          |
| ZSKA Moskau         | 7:1       | SK Uritskogo Kasan      |

### Viertelfinale
| Spartak Moskau      | 3:4 n. V. | Lokomotive Moskau |
| SKA Leningrad       | 8:2       | Dynamo Kiew       |
| Torpedo Gorki       | 5:2       | Dynamo Moskau     |
| Chimik Woskressensk | 2:6       | ZSKA Moskau       |

### Halbfinale
| Lokomotive Moskau | 3:5 | SKA Leningrad |
| Torpedo Gorki     | 1:5 | ZSKA Moskau   |

### Finale
| ZSKA Moskau | 7:1 | SKA Leningrad |

## Pokalsieger
| Pokalsieger ZSKA Moskau | Torhüter: Alexander Paschkow, Wiktor Tolmatschow Verteidiger: Wladimir Breschnew, Wiktor Kuskin, Wladimir Luttschenko, Alexander Ragulin, Igor Romischewski, Oleg Saizew, Juri Schatalow Angreifer: Weniamin Alexandrow, Waleri Charlamow, Anatoli Firsow, Anatoli Ionow, Boris Michailow, Jewgeni Mischakow, Juri Moissejew, Wladimir Petrow, Wiktor Polupanow, Alexander Smolin, Wladimir Wikulow Cheftrainer: Anatoli Tarassow |